# Ренан Абнер Ду Кармо де Олівейра
Ренан Абнер Ду Кармо де Олівейра або просто Ренан (порт.-браз. Renan Abner do Carmo de Oliveira, 8 травня 1997, Сан-Паулу, Бразилія) — бразильський футболіст, нападник клубу «Сараєво».

## Клубна кар'єра
У 2017 році переїхав до Словаччини, де підписав контракт з «ВіОном» (Злате Моравце). Дебютував у словацькій Суперлізі 23 липня 2017 року в переможному (2:1) домашньому поєдинку 1-о туру проти «Ружомберока». Ренан вийшов на поле на 90-й хвилині, замінивши Петера Оравіка. У вищій лізі словацького футболу зіграв у 4-х матчах, в усіх випадках виходив з лави для запасних (сумарно на футбольному полі провів 17 хвилин). Другу частину сезону 2017/18 років провів на батьківщині, в нижчоліговому клубі «Сан-Бернарду».
Напередодні старту сезону 2018/19 років повернувся до Європи, підписавши контракт з мальтійським клубом «Моста». у новому колективі дебютував 24 серпня 2018 року в переможному (2:0) виїзному поєдинку 2-о туру мальтійської Прем'єр-ліги проти «Сенглі Атлетік». Де Олівейра вийшов на поле в стартовому складі та відіграв увесь матч. Дебютним голом за нову команду відзначився 21 жовтня 2017 року на 4-й хвилині програного (1:2) домашнього поєдинку 7-о туру Прем'єр-ліги проти «Сліми Вондерерс». Ренан вийшов на поле в стартовому складі та відіграв увесь матч. За першу частину сезону зіграв 9 матчів у Прем'єр-лізі, у 8-и з яких виходив у стартовому складі, також відзначився 2-а голами. Під час зимової перерви в чемпіонаті приєднався до першолігового мальтійського клубу «Сан-Джуанн», у 12 матчах чемпіонату відзначився 10-а голами.
11 липня 2019 року підписав 3-річний контракт з ФК «Львів». Дебютував у футболці «городян» 30 липня 2019 року в переможному (2:1) виїзному поєдинку 1-о туру Прем'єр-ліги проти чернігівської «Десни». Ренан вийшов у стартовому складі та відіграв увесь матч. Загалом за сезон у футболці «синьо-золотих левів» встиг відіграти у 30 офіційних матчах та забити при цьому 9 голів, після чого у вересні 2020 року був відданий в оренду в португальський «Жил Вісенте».
З 2021 по 2023 перебував на контракті в українській команді «Колос» (Ковалівка), 2022 рік на правах оренди провів у литовському «Жальгірісі».
12 січня 2023 року уклав дворічну угоду з боснійським клубом «Сараєво».

## Титули і досягнення
- Володар Кубка Литви (1):

«Жальгіріс»: 2022
- Найкращий бомбардир чемпіонату Литви (1):

«Жальгіріс»: 2022